# La Reja
La Reja è un comune argentino del partido di Moreno, nella provincia di Buenos Aires.